# 丸山土佐守
丸山 土佐守（まるやま とさのかみ、生没年不詳）は、戦国時代の武将。信濃国の豪族で真田氏に従った。実名は不詳。
海野氏譜代の家臣として名前が挙がっている。武田信玄に仕えた真田幸隆に仕え、子の真田昌幸の時にも名が見える。天正8年（1580年）の沼田城攻略に従軍している。一説には真田信幸の警護役であったという。